# Gruszczyn (Sainte-Croix)
Pour les articles homonymes, voir Gruszczyn.
Gruszczyn est une localité polonaise de la gmina de Krasocin, située dans le powiat de Włoszczowa en voïvodie de Sainte-Croix.